# PSR B1919+21

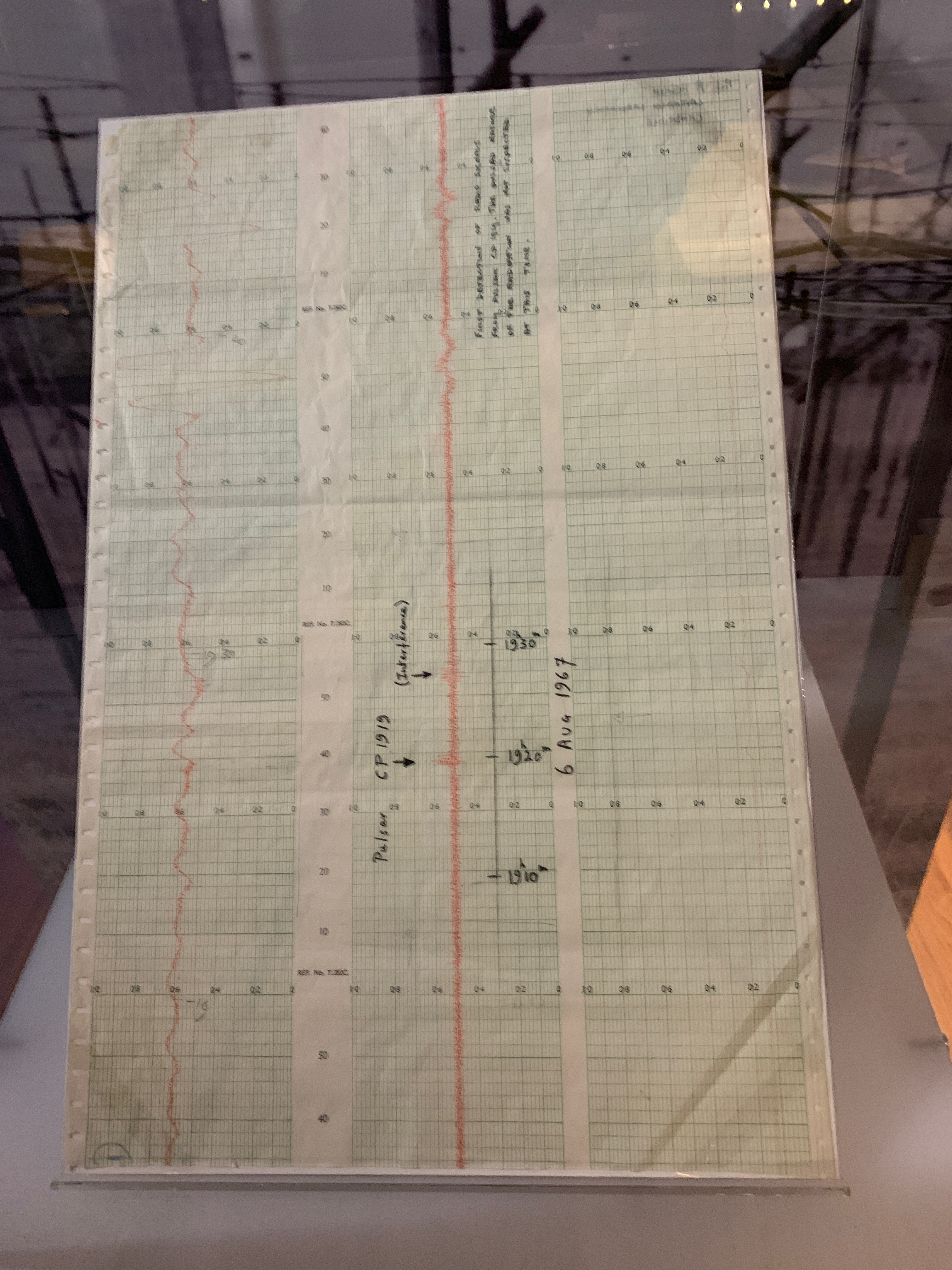

PSR B1919+21은 약 1.3373 초의 주기를 갖는 펄사로, 1967년 11월 28일 조셀린 벨 버넬과 앤서니 휴이시가 발견하였다. 최초로 발견된 전파 펄사이다. 매우 정확한 주기로 전자기파를 방출한다.
최초 발견 당시 이 펄사는 CP 1919로 명명되었는데 이는 케임브리지에서 발견한 적경 19h 19m에 위치한 펄스라는 의미이다. 여우자리에 위치하였으며,  PSR J1921+2153이라고도 불린다.

## 발견
1967년 조셀린 벨은 영국의 케임브리지에 위치한 멀라드 전파 천문관측소의 행성간 섬광 배열 안테나를 통해 약 1.337302088 초 마다 반복하여 0.04초 가량의 펄스를 방출하는 천체를 발견하였다. 전파원의 위치는 천구좌표계의 적경 19h 19m, 적위 +21°였다. 매우 규칙적인 신호가 계속되어 관찰되었기 때문에 처음에는 전자기적인 잡음이 아닌가 추측되었다. 그러나 분명한 천문 현상임이 밝혀졌고, 농담조로 가상의 외계 문명인 리틀그린멘 - 1 (LGM-1)이라는 별칭을 붙였다. 첫 발견 후 얼마지나지 않아 벨은 하늘의 다른 구역에도 이러한 천체가 많이 있다는 것을 발견하였다.
CP 1919로 명명된 전파원은 그와 같은 것에서는 최초로 발견된 펄사이다. 벨은 다른 천문학자들 가운데는 분명 자신보다 먼저 이러한 신호를 본 사람도 있겠지만, 그들은 관찰을 하면서 이를 대수롭지 않게 여기고 무시했다고 썼다. 토머스 골드와 프레드 호일은 발견 소식을 들은 직후 펄사가 아주 빠르게 회전하는 중성자별이라고 예측하였다.
펄사의 정체가 알려지기 전까지 벨과 그의 지도교수 안토니 휴이시는 이 신호가 진짜 외계 생명이 보낸 것일 수도 있다고 생각했다.

우리가 발견한 신호가 정말 다른 문명에서 온 것이라고 믿지는 않았지만, 이것이 온전히 자연적인 전파 방출이라는 증거가 없는 상태에서 우리 마음 한 켠에는 그런 생각이 들 수 밖에 없었다. 그야말로 흥미로운 문제였다. 만약 우리 둘 중 한 사람이 이것을 우주의 다른 한 켠에서 온 신호라고 생각한다면, 그 결과에 대해 어떻게 책임을 지고 발표 할 수 있을까? 누가 먼저 말을 꺼내지?

## 노벨상 수여와 논란
1974년 휴이시가 마틴 라일과 함께 전파천문학에 대한 공헌과 펄사의 발견으로 노벨 물리학상을 수상했을 때, 휴이시는 조셀린 벨 버넬도 함께 수상을 해야 한다고 주장하였다. 버넬은 노벨상을 받지 못했다.

## 문화
영국의 포스트 펑크 밴드인 조이 디비젼은 CP 1919가 전파 펄스를 방출하는 이미지를 자신들의 1979년 앨범인 〈언노운 플레져스〉(Unknown Pleasures)에 사용하였다.

## 같이 보기
- EPIC 204278916 - 특이한 빛을 내는 주계열 항성
- KIC 8462852 - F형 주계열성
- 1SWASP J140747.93-394542.6
- Ross 128 - 처녀자리에 있는 적색 왜성
- WD 1145+017 - 행성들이 죽어가며 먼지 원반이 만들어지고 있는 백색 왜성

## 더 읽어보기
- Hewish, A.; Bell, S. J.; Pilkington, J. D. H.; Scott, P. F.; Collins, R. A. (1968년 2월 24일). “Observation of a Rapidly Pulsating Radio Source” (PDF). 《Nature》 217 (5130): 709–713. Bibcode:1968Natur.217..709H. doi:10.1038/217709a0.
- “K3PGP Experimenter's Corner – Pulsars (List of pulsars for amateur radio astronomers)”. K3PGP.org. 2012년 2월 10일에 원본 문서에서 보존된 문서. 2017년 12월 4일에 확인함.
- “Pulsar Astrometry with the VLBA (Study of Pulsar Parallax, PSR B1919+21 is one of the pulsars studied)”. Cornell University. 2004년 1월 21일.